# Universität Kagoshima
Die Universität Kagoshima (jap. 鹿児島大学, Kagoshima daigaku, kurz: Kadai (鹿大)) ist eine staatliche Universität in Japan. Der Hauptcampus liegt in Kōrimoto, Kagoshima in der Präfektur Kagoshima.

## Geschichte

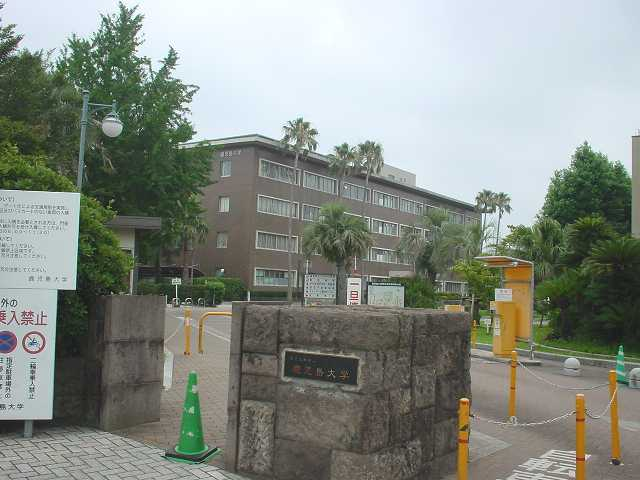
Haupttor im Kōrimoto-Campus

Der Ursprung der Universität liegt in der 1773 von Satsuma-Han gegründeten Schule Zōshikan (造士館, dt. etwa „Akademie für Bildung der Samurai“). Obwohl die Schule in der Meiji-Zeit (1871) geschlossen wurde, wurde sie 1878 nach der Satsuma-Rebellion als präfekturale Mittelschule wiederaufgebaut. 1901 entwickelte sie sich zur staatlichen Siebten Oberschule Zōshikan (第七高等学校造士館, Dai-shichi kōtō gakkō Zōshikan). Sie befand sich in der ehemaligen Burg Kagoshima und diente als Vorbereitungskurs für die Kaiserlichen Universitäten. Wilhelm Süss lehrte Deutsch ab 1923 bis 1928. 1946 nach dem Pazifikkrieg wurde sie in Siebte Oberschule umbenannt.
1949 wurden die staatlichen Schulen in der Präfektur Kagoshima zur Universität Kagoshima zusammengelegt, und die präfekturalen Schulen zur Präfekturuniversität Kagoshima (鹿児島県立大学, Kagoshima-kenritsu daigaku).
Die zur Universität Kagoshima zusammengelegten staatlichen Schulen:
- die Siebte Oberschule,
- die Land- und Forstwirtschaftsfachschule Kagoshima (鹿児島農林専門学校, Kagoshima nōrin semmon gakkō, gegründet 1908),
- die Normalschule Kagoshima (鹿児島師範学校, Kagoshima shihan gakkō, gegründet 1876),
- die Jugend-Normalschule Kagoshima (鹿児島青年師範学校, Kagoshima seinen shihan gakkō, gegründet 1924), und
- die Fischereifachschule Kagoshima (鹿児島水産専門学校, Kagoshima suisan semmon gakkō, gegründet 1946).

Die zur Präfekturuniversität Kagoshima zusammengelegten Schulen waren:
- die Präfekturale Medizinische Hochschule Kagoshima (県立鹿児島医科大学, Kenritsu Kagoshima ika daigaku, gegründet 1869 als medizinische Schule von Satsuma-Han[6]), und
- das Präfekturale Technikum Kagoshima (鹿児島県立工業専門学校, Kagoshima-kenritsu kōgyō semmon gakkō, gegründet 1945).

Die Universität wurde mit vier Fakultäten eröffnet: Geistes- und Naturwissenschaften, Pädagogik, Agrarwissenschaft, und Fischerei. 1955 wurde die Präfekturuniversität zur Universität Kagoshima zusammengelegt. Seit 1959 liegen alle Fakultäten (außer Medizin, Zahnmedizin und Fischerei) im Kōrimoto-Campus, im ehemaligen Sitz der Land- und Forstwirtschaftsfachschule.

## Fakultäten

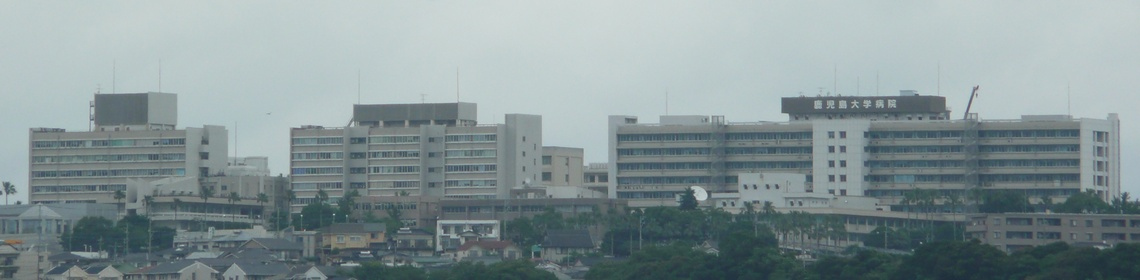
Universitätsklinikum in Sakuragaoka

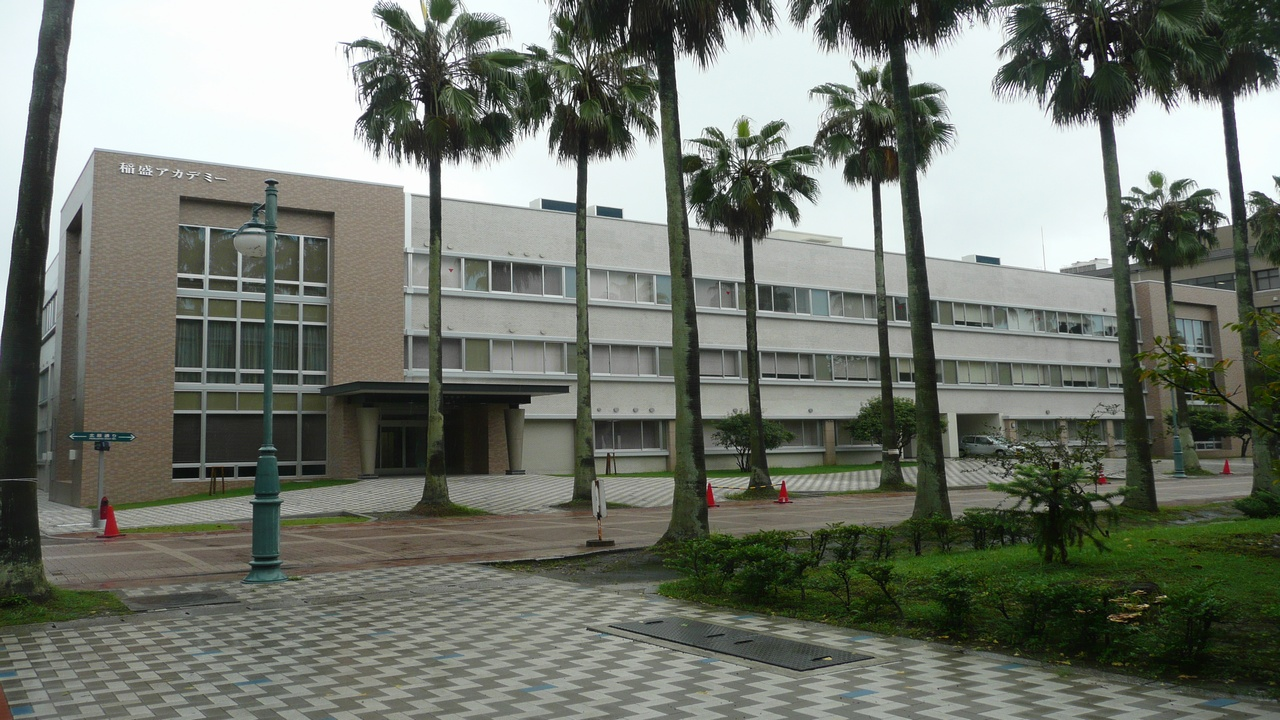
Inamori-Akademie

- Kōrimoto-Campus (31° 34′ 18,5″ N, 130° 32′ 42,8″ OKoordinaten: 31° 34′ 18,5″ N, 130° 32′ 42,8″ O):
  - Fakultät für Rechts- und Geisteswissenschaften
  - Fakultät für Pädagogik
  - Fakultät für Naturwissenschaften
  - Fakultät für Ingenieurwissenschaften
  - Fakultät für Agrarwissenschaft
- Sakuragaoka-Campus (31° 32′ 49,9″ N, 130° 31′ 37,7″ O):
  - Fakultät für Medizin
  - Fakultät für Zahnmedizin
- Shimoarata-Campus (31° 34′ 3,5″ N, 130° 33′ 26,3″ O):
  - Fakultät für Fischerei

## Bekannte Absolventen
- Kazuo Inamori (1932–2022), Gründer von Kyocera und CEO der Japan Airlines